# Вешнер Тичич, Лука
Лука Вешнер Тичич (словен. Luka Vešner Tičić; род. 25 октября 2000, Марибор) — словенский футболист, полузащитник клуба «Пари Нижний Новгород».

## Клубная карьера
Тичич — воспитанник клубов «Железничар Марибор», «Интерблок» и «Илирия 1911». 6 октября 2018 года в матче против «Фужинара» он дебютировал во Втором дивизионе Словении в составе последнего. Летом 2019 года Тичич перешёл в «Крка». 27 июля в матче против «Копера» он дебютировал за новую команду. 5 октября в поединке против «Нафта» Лука забил свой первый гол за «Крка».
В 2021 году Тичич перешёл в «Копер». 17 июля в матче против «Алюминия» он дебютировал в чемпионате Словении. 16 марта 2023 года в поединке против «Муры» Лука забил свой первый гол за «Копер».
8 августа 2024 года Лука Вешнер Тичич перешёл в российский клуб «Пари Нижний Новгород», подписав долгосрочный контракт. 22 июля 2024 года в матче чемпионата России против «Рубина» (2:4) он дебютировал за новый клуб, выйдя на замену на второй тайм. 5 октября в матче чемпионата России против «Акрона» (2:2) Тичич отметился первым результативным действием за «Пари НН», отдав голевую передачу на Свена Карича. 4 апреля 2025 года в матче чемпионата России против «Оренбурга» (1:2) полузащитник получил травму плеча и выбыл до конца сезона. По итогам сезона 2024/25 Тичич вместе с «Пари НН» занял 13-е место в чемпионате России, что повлекло за собой участие в стыковых матчах. Словенский полузащитник провел в сезоне 22 матча и отметился одной результативной передачей. В переходных играх «нижегородцы» уступили «Сочи» с общим счетом 3:4. Тем не менее, команда избежала вылета, сохранив место в чемпионате благодаря тому, что «Химкам» не выдали лицензию.

## Международная карьера
Выступал за молодёжную сборную Словении. 20 января 2024 года в товарищеском матче против сборной США Тичич дебютировал за сборную Словении.

## Статистика

### Клубная
| Выступление          | Выступление      | Выступление      | Чемпионат | Чемпионат | Кубки | Кубки | Еврокубки | Еврокубки | Другие | Другие | Итого | Итого |
| Клуб                 | Лига             | Сезон            | Игры      | Голы      | Игры  | Голы  | Игры      | Голы      | Игры   | Голы   | Игры  | Голы  |
| -------------------- | ---------------- | ---------------- | --------- | --------- | ----- | ----- | --------- | --------- | ------ | ------ | ----- | ----- |
| Илирия 1911          | Вторая лига      | 2018/19          | 5         | 0         | 0     | 0     | —         | —         | —      | —      | 5     | 0     |
| Илирия 1911          | Итого            | Итого            | 5         | 0         | 0     | 0     | —         | —         | —      | —      | 5     | 0     |
| Крка                 | Вторая лига      | 2019/20          | 20        | 1         | 0     | 0     | —         | —         | —      | —      | 20    | 1     |
| Крка                 | Вторая лига      | 2020/21          | 21        | 4         | 0     | 0     | —         | —         | 2      | 0      | 23    | 4     |
| Крка                 | Итого            | Итого            | 41        | 5         | 0     | 0     | —         | —         | 2      | 0      | 43    | 5     |
| Копер                | Первая лига      | 2021/22          | 33        | 0         | 3     | 0     | —         | —         | —      | —      | 36    | 0     |
| Копер                | Первая лига      | 2022/23          | 29        | 1         | 3     | 0     | 2         | 0         | —      | —      | 34    | 1     |
| Копер                | Первая лига      | 2023/24          | 30        | 4         | 2     | 0     | —         | —         | —      | —      | 32    | 4     |
| Копер                | Итого            | Итого            | 92        | 5         | 8     | 0     | 2         | 0         | —      | —      | 102   | 5     |
| Пари Нижний Новгород | Премьер-лига     | 2024/25          | 22        | 0         | 5     | 0     | —         | —         | —      | —      | 27    | 0     |
| Пари Нижний Новгород | Премьер-лига     | 2025/26          | 3         | 0         | 1     | 0     | —         | —         | —      | —      | 4     | 0     |
| Пари Нижний Новгород | Итого            | Итого            | 25        | 0         | 6     | 0     | —         | —         | —      | —      | 31    | 0     |
| Всего за карьеру     | Всего за карьеру | Всего за карьеру | 163       | 10        | 14    | 0     | 2         | 0         | 2      | 0      | 181   | 10    |

1. ↑  Кубок Словении, Кубок России.
2. ↑  Квалификация Лиги конференций УЕФА.
3. ↑  Переходные (стыковые) матчи Вторая лига — Первая лига.

### В сборной
| Матчи Луки Вешнера Тичича за сборную Словении | Матчи Луки Вешнера Тичича за сборную Словении | Матчи Луки Вешнера Тичича за сборную Словении | Матчи Луки Вешнера Тичича за сборную Словении | Матчи Луки Вешнера Тичича за сборную Словении | Матчи Луки Вешнера Тичича за сборную Словении | Матчи Луки Вешнера Тичича за сборную Словении |
| --------------------------------------------- | --------------------------------------------- | --------------------------------------------- | --------------------------------------------- | --------------------------------------------- | --------------------------------------------- | --------------------------------------------- |
| №                                             | Дата                                          | Оппонент                                      | Счёт                                          | Голы                                          | Соревнование                                  |                                               |
| 1                                             | 20 января 2024                                | США                                           | 1:0                                           | —                                             | Товарищеский матч                             |                                               |

Итого: 1 матч; 1 победа, 0 ничьих, 0 поражений.

## Достижения
«Копер»
- Обладатель Кубка Словении: , 2021/22en